# Миньсянь
Минься́нь (кит. упр. 岷县, пиньинь Mín xiàn) — уезд городского округа Динси провинции Ганьсу (КНР). Уезд назван по горе Миньшань.

## История
Когда эти места вошли в состав царства Цинь, то здесь был создан уезд Линьтао (临挑县).
При империи Западная Вэй в 544 году была образована область Миньчжоу (岷州), власти которой разместились в Линьтао, переименованном в Илэ (溢乐县).
При империи Суй вновь был создан уезд Линьтао, который потом опять был преобразован в область Миньчжоу.
После Синьхайской революции в Китае была проведена реформа структуры административного деления, в ходе которой были упразднены области; в 1913 году область Миньчжоу была преобразована в уезд Миньсянь.
В 1949 году был образован Специальный район Миньсянь (岷县专区), и уезд вошёл в его состав. В мае 1950 года Специальный район Миньсянь был расформирован, и уезд перешёл в состав Специального района Уду (武都专区). В апреле 1958 года Специальный район Уду был расформирован, и уезд Миньсянь перешёл в состав Специального района Тяньшуй (天水专区). 16 декабря 1958 года уезд Миньсянь был передан в состав Специального района Динси (定西专区). В 1961 году уезд Миньсянь был передан в состав новосозданного Специального района Линьтао (临洮专区). В 1963 году Специальный район Линьтао был расформирован, и уезд Миньсянь перешёл в состав воссозданного Специального район Уду. В 1968 году Специальный район Уду был переименован в Округ Уду (武都地区).
В 1985 году уезд Миньсянь был передан из состава округа Уду в состав округа Динси (定西地区).
Постановлением Госсовета КНР от 4 апреля 2003 года был расформирован округ Динси и образован городской округ Динси.

## Административное деление
Уезд делится на 9 посёлка и 9 волостей.